# Лилиан Тайгър
Лилиан Тайгър (на английски: Liliane Tiger) е артистичен псевдоним на чешката порнографска актриса Луси Пудилова (на чешки: Lucie Pudilová), родена на 13 март 1985 г.

## Кариера
Дебютира като актриса в порнографската индустрия през 2003 г., когато е на 18 години.
След като приключва с кариерата си като порноактриса започва да работи като гримьорка.

## Награди и номинации
Номинации
- 2005: Номинация за AVN награда за чуждестранна изпълнителка на годината.[5]
- 2006: Номинация за AVN награда за чуждестранна изпълнителка на годината.
- 2007: Номинация за AVN награда за чуждестранна изпълнителка на годината.[6]
- 2007: Номинация за AVN награда за най-добра секс сцена в чуждестранна продукция.
- 2008: Номинация за AVN награда за чуждестранна изпълнителка на годината.[7]